# Манастир Подмаине
Манастир Подмаине (Манастир Подострог, Манастир Маине) налази се у Црној Гори, код Будве, на благом узвишењу изнад будванског поља, око 2 km северно од Старог града. Друго име за манастир је Подострог. У њему се налазе мањи храм Успенија Пресвете Богородице из XV века, задужбина Црнојевића и црква св. Петке из 1747. године, задужбина митрополита Саве Петровића. Име које манастир данас носи, потиче од његовог положаја према бокешком племену Маине, односно ранијој кнежини и средњевековној породици Махинић.

## Историја
Унутрашњост ове цркве је украшена фрескама које је живописао 1747. године сликар из Рисна Рафаил Димитријевић. Ентеријер цркве краси и вредан иконостас окован сребром. Томас Брејди је имао намеру да манастир претвори у касарну. Манастир је запуштен од 1837. године. Прво су га Аустријанци држали као војно утврђење, а онда га је откупио поп Филип Тановић, те је конак дуго времена (до 1953) био приватна својина породице Тановић и запуштен. Стање се 1938. описује као бедно.
Године 1953. национализован је. Храм и конак који је држава вратила Цркви у обнови су од 1995. године. Изграђени су нови конаци и други објекти, тако да је данас манастир чест центар црквених и културних догађаја. У прошлости манастир је био зборно место племена Маине. Једно време био је резиденција цетињског митрополита. У овом манастиру је често проводио време и владика Петар II Петровић Његош где је својевремено писао „Слободијаду” и поједине сегменте „Горског вијенца”. Током историје манастир је често страдао од пожара.

## Старешине манастира
- Бенедикт Јовановић игуман манастира (1997—2009)
- Рафаило Бољевић игуман манастира (2010—данас)

## Галерија
- манастирски конаци
- манастирски конаци
- палма у порти манастира
- манастирски конаци